# Bazylika Ecce Homo
Bazylika Ecce Homo, znajduje się przy Via Dolorosa w Jerozolimie, w miejscu gdzie według Nowego Testamentu i tradycji, Jezus Chrystus został ukazany tłumowi przez Poncjusza Piłata ze słowami: "Ecce Homo" ("Oto Człowiek").

## Historia
Według przekazów biblijnych (Ewangelia według św. Jana) oraz tradycji, ukazanie ubiczowanego Jezusa tłumowi miało miejsce przed wejściem do Twierdzy Antonia. Z zabudowań twierdzy nic do dzisiaj nie ocalało. Tradycyjnie pielgrzymi czcili to zdarzenie w miejscu, gdzie dzisiaj znajdują się pozostałości po łuku triumfalnym cesarza Hadriana ze 135 n.e. (nazywanym "Łukiem Ecce Homo" z powodu faktu, że w XIII wieku wmurowano weń 2 płyty litostratosu).
Cały litostratos, czyli domniemana kamienna podłoga z Twierdzy Antonia, na której biczowano Jezusa, znajduje się w podziemiach bazyliki, gdzie znajduje się także podziemny zbiornik wody Strution. Za ołtarzem głównym widoczny jest mniejszy, boczny łuk kamienny, jedno z trzech przejść łuku triumfalnego Hadriana. Jest ono tradycyjnie, ale błędnie, uznawane za bramę Twierdzy Antonia.
Bazylika Ecce Homo powstała z inicjatywy zakonnika Alfonsa Ratisbonne, który przybył wraz z 4 zakonnicami z zakonu Zgromadzenie Sióstr Matki Bożej Syjonu do Jerozolimy w 1856. Kościół powstał wraz z klasztorem i domem gościnnym dla pielgrzymów. Kościołowi została nadana ranga bazyliki przez papieża Leona XIII w 1902.